# Vsevoložsk
Vsevoložsk, in russo Всеволожск?, è una città della Russia che si trova nell'Oblast' di Leningrado, a nordest di San Pietroburgo, in direzione del Lago Ladoga, sul percorso della Strada della Vita.
Attualmente è sede di stabilimenti industriali di industrie estere, come la Ford e la Nokian e capoluogo del Vsevoložskij rajon.